# Universitas Atma Jaya Jakarta

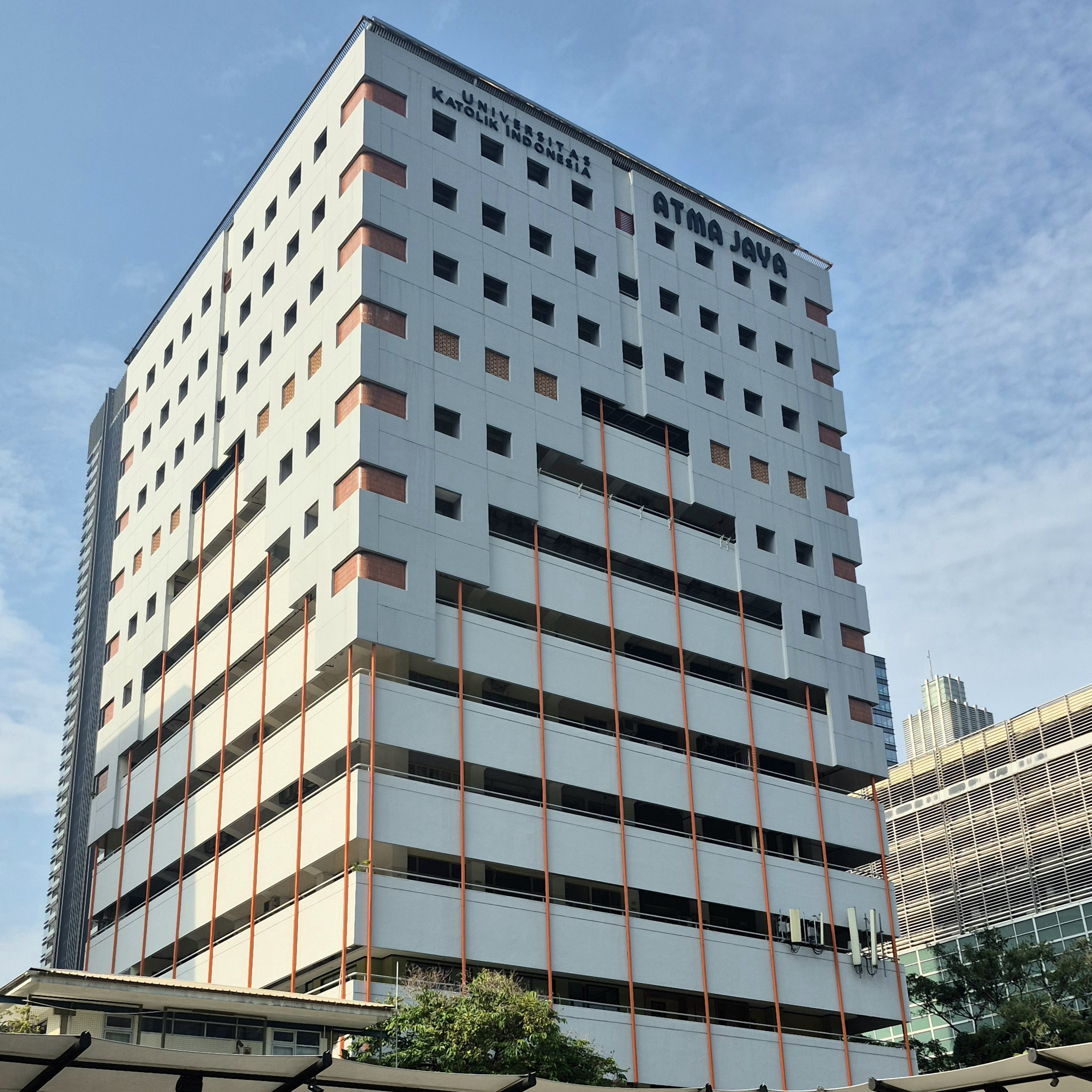
Universitas Atma Jaya Jakarta.

Universitas Atma Jaya Jakarta is een particuliere katholieke Indonesische universiteit.
De universiteit werd opgericht in 1960 en telt acht faculteiten namelijk economie, administratieve wetenschappen, lerarenopleiding en onderwijs, techniek, rechtsgeleerdheid, geneeskunde, psychologie en technobiologie. Een aantal faculteiten bieden alleen onderwijs op bachelor-niveau aan. De faculteiten zijn verdeeld over twee campussen in Jakarta.